# Pig (film, 2018)
Pour plus de détails, voir Fiche technique et Distribution.
Pig (Persan : خوک, Khook)  (Français : cochon) est un film iranien réalisé par Mani Haghighi, sorti en 2018.
Il est sélectionné en compétition officielle à la Berlinale 2018.

## Synopsis
Hasan Kasmai est interdit de réaliser des films par le gouvernement. Lorsqu'un tueur en série s'en prend aux réalisateurs iraniens les plus connus, il est profondément vexé d'être épargné et cherche alors à attirer l'attention de celui-ci.

## Fiche technique
- Titre original : خوک, Khook
- Titre français : Pig
- Réalisation : Mani Haghighi
- Scénario : Mani Haghighi
- Costumes : Negar Nemati
- Photographie : Mahmoud Kalari
- Montage : Meysam Molaei
- Musique : Peyman Yazdanian
- Pays d'origine : Iran
- Format : Couleurs - 35 mm - 2,35:1 - Dolby Digital
- Genre : comédie dramatique
- Durée : 108 minutes
- Dates de sortie :
  -  Allemagne : 21 février 2018 (Berlinale 2018)
  -  Iran : 2 mai 2018
  -  France : 5 décembre 2018

## Distribution
- Hasan Majuni : Hasan Kasmai
- Leila Hatami : Shiva Mohajer
- Leili Rashidi : Goli
- Parinaz Izadyar : Annie
- Siamak Ansari : Homayoun
- Ainaz Azarhoush : Alma
- Ali Bagheri : Azemat
- Mina Jafarzadeh : Jeyran
- Ali Mosaffa : Sohrab Saidi
- Peyman Maadi : lui-même
- Mahnaz Afshar : elle-même
- Vishka Asayesh : elle-même
- Saber Abar : lui-même
- Biuk Mirzaei : lui-même

## Distinctions

### Récompenses
- Festival européen du film fantastique de Strasbourg 2018 : Mention spéciale Crossover[3].
- Festival du film grolandais 2018 : Amphore d'or du meilleur film[4].

### Sélection
- Berlinale 2018 : sélection en compétition officielle.